# NGC 4177
NGC 4177 ist eine Spiralgalaxie vom Hubble-Typ Sc im Sternbild Rabe am Südsternhimmel. Sie ist schätzungsweise 176 Millionen Lichtjahre von der Milchstraße entfernt.
Das Objekt wurde am 27. März 1786 von Wilhelm Herschel entdeckt.